# Elf
Elf (в 1967—1968 роках — Electric Elves, в 1968—1969 роках — The Elves) — американський рок-гурт. Гурт відомий переважно завдяки його лідеру — Ронні Джеймсу Діо.

## Історія
Гурт був створений в 1967 році та отримав назву «The Electric Elves». До оригінального складу гурту увійшли, окрім самого Діо (який тоді ще виступав під своїм справжнім іменем — Рональд Падавона), гітарист Девід Файнштейн (двоюрідний брат Ронні), гітарист Нік Пантас, клавішник Даг Тайлер і барабанщик Гері Дріскол. На бас-гітарі грав сам Діо. У тому ж році гурт підписав контракт з «Decca Records» і в кінці року випустив сингл «Hey Look Me Over» / «It Pays To Advertise» (Прізвище Ронні на платівці було надруковане з помилкою, як «Падавано»). Ронні вважає, що склад гурту виглядає на сцені досить переконливо: «Вони не знали, що про нас думати. Ну ось, виходимо ми, „маленькі люди“». Було багато сміху, доки ми не починали грати. В кінцевому результаті, ми ледь не довели всіх до смерті своїм потужним звучанням".
12 лютого 1968 року, під час виїзду на черговий концерт, музиканти потрапили до аварії. Нік Пантас загинув, а Ронні наклали 150 швів після того, як він обличчям пробив вітрове скло. В Девіда була зламана щиколотка і також розбите обличчя. До лікарні з великою кількістю травм потрапив Даг. Ронні та Девід вирішили часу не втрачати, і на місце Тайлера запросили Мікі Лі Соула, який тільки но повернувся з армії. В кінці року назва гурту скоротилась до «The Elves», а незабаром повернувся Тейлер. Оскільки місце клавішника було зайняте, Даг почав грати на гітарі.
В листопаді 1969 гурт під новою назвою випустив сингл, на лейблі «Decca». На стороні А була розміщена нова версія композиції «Walking in Different Circles» (для солідності до неї додали партію струнних інструментів). На другій стороні була композиція Тейлера «She's Not The Same».
У лютому 1970 року з'являється черговий сингл з піснями Тейлера «Amber Velvet» і «West Virginia». Сингл виходить не тільки у США, але й в європейських країнах. Під час концертних виступів гурт крім власних композицій виконував пісні з рок-опери Tommy гурту The Who.

В середині 1970 року гурт востаннє змінює назву на ELF. 
|                    | Команда називалась ELF, тому що я і мій кузен Дейв були дуже невисокими і схожими на ельфів. Наш клавішник Мікі Лі Соул також був дуже маленьким, і навіть барабанщик Гаррі Дріскол був не особливо великим і також нагадував ельфа. Так розпочинався наш шлях до справжнього року. В той час нашими кумирами були Deep Purple, Cream та інші. Вони для мене багато означали і завжди будуть. Це були наші герої, люди, на яких ми хотіли бути схожими. На щастя, я створив свій власний стиль, завдяки якому я не був схожий на інших вокалістів, і цей стиль з роками ставав все важчим. Початком історії ELF потрібно вважати випуск однойменного диску. Раніше існувало багато гуртів, зокрема, Electric Elves, - в них змінювались назви, склад. Ми намагались відсіювати слабких музикантів, залишати сильних і так рухалися до успіху. В ті часи, для того щоб отримати хоча б шанс на успіх, потрібну було добряче за нього поборотися. Пройти через всі ці концерти в невеликих барах, клубах, університетах, добитися можливості заробляти своєю музикою. Бути самовпевненими в хорошому значенні цього слова. Музиканти, котрі були в гурті на той момент, коли ми взяли назву ELF, знали все це, пройшли вогонь і воду, і тому підписання контракту з фірмою грамзапису було лише питанням часу. Звичайно, знаходячись на рівні клубів, я не збирався зупинятися на досягнутому. Завжди хотілось вирватись за межі рідного міста, побачити весь світ... Але для цього спочатку потрібно було пройти цю клубну школу, отримати необхідний досвід |
| — Ронні Джеймс Діо | |

В січні 1972 року на гурт звернули увагу двоє музикантів Deep Purple, бас-гітарист Роджер Гловер і барабанщик Ієн Пейс. «Прослуховування проводилось лейблом „Columbia“, а Пейс і Гловер в той час якраз думали зайнятися продюсуванням, і шукали кандидатури. Взнавши про цей захід, вони подумали: а раптом там може бути щось цікаве — і також прийшли нас послухати. В результаті ми отримали контракт, а Ієн і Роджер стали нашими продюсерами. Завдяки цьому ми потрапили в тур з Deep Purple і сильно з ними подружилися» — згадує Файнштейн.
Роджер Гловер розповідав: «Ми з Пейсом вперше побачили їх у Нью-Йорку. Вони звучали просто чудово. Важко було повірити, що такий неймовірний звук могли видавати ці низькі хлопці. Ронні був найкращим вокалістом з усіх, кого я раніше чув і з ким раніше працював. Незвичайний акомпанемент Міккі на піаніно робив музику зовсім незвичайною».
У квітні 1972 року музиканти ELF вирушили до студії «Studio One» міста Атланта для запису альбому. В цей час в складі вже не було Тейлера. Він переїхав до Нью-Йорку, де влаштувався на роботу агентом по організації концертів. . Дебютний альбом Elf вийшов на лейблі «Purple Records» в серпні 1972 року. Тоді ж вийшов сингл «Hoochie Koochie Lady/First Avenue». Гурт провів два тури, на розігріві Deep Purple, у США (в серпні-вересні та листопаді-грудні 1972 року).
В кінці 1972 року лейблом «Eastern Artists» «Sit Down (Everthing Will Be Allright)/Gambler, Gambler», на диску було написано: «Рон Рей представляє найбільший маленький рок-н-ролльний ансамбль у світі».
У 1973 році гурт покинув Файншетейн, якого замінив гітарист Стів Едвардс. Оскільки Діо вирішив зосередитись на вокалі у гурті з'явився новий бас-гітарист, Крейг Грубер.
Влітку 1973 року ELF підписали два контракти. Реалізацією їхніх дисків в США стала займатися «MGM», у Великій Британії — «Purple Records». На початку 1974 року ELF приїхали в Англію, де в «The Manor Studios» з продюсером Гловером почали роботу над новим альбомом. Авторами пісень були Діо і Соул. За словами Грубера вони 9 місяців жили в замку XIII століття, власником якого був Річард Бренсон, британський бізнесмен, засновник корпорації «Virgin», до якої входили студії звукозапису, всесвітня мережа музичних магазинів, авіа- і залізничні компанії тощо
В березні 1974 року з'явився в продажу другий альбом ELF Carolina County Ball (в США він вийшов з іншою обкладинкою і назвою LA 59).
8 квітня 1974 року виходить сингл «L.A. 59/Ain't It All Amusing», після чого гурт до кінця травня супроводжує Deep Purple в британському турі. Мікі Лі Соул і Ронні Діо також узяли участь в записі альбому Гловера Butterfly Ball and Grasshopper's Feast.
Влітку 1974 року гурт знову виступав на розігрів Deep Purple на концертах у США.
В грудні до гурту приєднався перкусіоніст Марк Носіф. Третій альбом гурту, Trying to Burn the Sun, продюсував Гловер. Запис відбувався на студії «Kingsway Studios», яка належала екс-вокалісту Deep Purple Ієну Гіллану. Після закінчення запису гурт у складі Діо, Соул, Грабер і Дріскол перейшли до складу створеного Річі Блекмором гурту Rainbow.

## Подальша доля музикантів
Девід Файнштейн (David Rock Feinstein) грав у різних гуртах, поки не створив свій хеві-метал проєкт The Rods. В 1987-му році гурт розпався, а Файнштейн залишив музику. В 2004-му році він після довгих років мовчання виступив з новим сольним альбомом, а у 2007 році Було заявлено про возз'єднання The Rods. 2010 року вийшов новий альбом Файнштейна Bitten By the Beast, до якого увійшов останній запис Ронні Джеймса Діо «Metal Will Never Die».
Даг Талер почав працювати у музичному бізнесі. 1983 року він став одним з менеджерів Motley Crue, а в наші дні, він як співробітник компанії «Metropolitan Talent», є менеджером таких музикантів, як Арт Гарфункель, Брюс Хорнсбі та Ratdog.
Діо був вокалістом Rainbow до кінця 1978 року, коли протиріччя відносно подальшого стилю гурту спричинили до його звільнення. Після цього він став вокалістом Black Sabbath, звідки пішов в 1982 році. Після цього він створює власний проєкт Dio, з яким виступав до кінця 2009 року. Після цього йому діагностували рак шлунку. 16 травня 2010 року Ронні Джеймс Діо відійшов до іншого світу. Діо є однією з найвизначніших фігур хеві-метал сцени.
Грабера звільнили з Rainbow влітку 1975 року, а осінню за ним пішли Дріскол і Соул. Грабер дуже недовго був у складі Black Sabbath, коли гурт ненадовго залишив Батлер, після чого створив з Дрісколом гурт Bible Black, до якого також увійшли Джеф Фенхольт і Ендрю Дак Макдональд. Гурт записав два альбоми, які пройшли непоміченими, після чого розпався. Грабер після цього гастролював з Гері Муром, а потім приєднався до гурту The Rods і грав в ньому до його розпаду. Після цього співпрацював з деякими маловідомими гуртами, а також зайнявся виготовленням бас-гітар.
Марк Носіф после розформування гурту грав в Ian Gillan Band, а після того я Гіллан розпустив цей проєкт, підмінив Брайна Дауні в Thin Lizzy, а в 1978—1980 роках грав в гурті Гері Мура G-Force. Надалі він співпрацював з багатьма музикантами, і грав в різних жанрах.
Мікі Лі Соул після Rainbow недовго грав в Ian Gillan Band, після чого музика для нього стає з професії лише хобі. Він працював техніком у гурті Deep Purple, інколи беручи участь у записі альбомів як запрошений музикант або грав разом із друзями.
Гері Дріскол після звільнення з Rainbow грав в гуртах Dakota і Star Castle, поки не створив з Грабером Bible Black, з яким так і не досяг успіхів. Після розпаду гурту заробляв сесійною роботою. 1987 року загинув від руки наркомана. Саме це дозволило відновити гурт ELF.

## Склади
| The Electric Elves (1967—1968)        | - Ронні Джеймс Діо — вокал, бас-гітара - Нік Пантас — гітара - Девыд Файнштейн — гітара - Даг Тайлер — клавішні - Гері Дріскол — ударні                  |
| The Elves (1968—1969) Elf (1969—1972) | - Ронні Джеймс Діо — вокал, бас-гітара - Девід Файнштейн — гітара - Даг Тайлер — гітара - Гері Дріскол — ударні - Мікі Лі Соул — клавішні                |
| Elf (1972—1973)                       | - Ронні Джеймс Діо — вокал, бас-гітара - Девід Фейнштейн — гітара - Мікі Лі Соул — клавішні - Гері Дріскол — ударні                                      |
| Elf (1973 — Грудень 1974)             | - Ронні Джеймс Діо — вокал - Мікі Лі Соул — клавішні - Стів Едвардс — гітара - Крейг Грабер — бас-гітара - Гері Дріскол — ударні                         |
| Elf (Січень — Лютий 1975)             | - Ронні Джеймс Діо — вокал - Стів Едвардс — гітара - Мікі Лі Соул — клавішні - Крейг Грабер — бас-гітара - Гері Дріскол — гітара - Марк Носіф — перкусія |

## Дискографія

### Сингли
- «Hey, Look Me Over» / «It Pays To Advertise» («The Electric Elves»)
- «Walking In Different Circles» / «She's Not The Same» («The Elves»)
- «Amber Velvet» / «West Virginia» («The Elves»)
- «Hoochie Koochie Lady» / «First Avenue»
- «Sit down Honey (Everything Will Be Alright)» / «Gambler, Gambler»

### Студійні альбоми
- Elf (1972)
- Carolina County Ball (1974)
- Trying to Burn the Sun (1975)

### Компіляції та збірки
- The Gargantuan (1978)
- 20 Years Of Syracuse Rock (1989)
- The Elf Albums (1991)

### Бутлеги
- Live at the Beacon («The Elves») (1971)
- Live at the Bank («The Elves») (1972)